# Steigflug

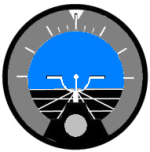
Die Anzeige des künstlichen Horizonts beim Steigflug (geradeaus, niedriger Anstellwinkel)

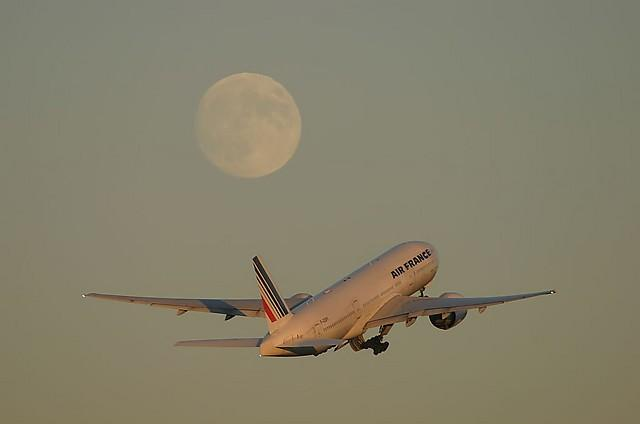
Passagierflugzeug im Steigflug, das Fahrwerk wird gerade eingefahren

Der Steigflug (englisch climb) ist ein Flugmanöver eines Luftfahrzeuges zum Erhöhen der Flughöhe (z. B. beim Start). Die Steigrate ist die vertikale Geschwindigkeit des Luftfahrzeuges im Steigflug. Diese zeigt das Variometer im Cockpit in der Einheit Fuß pro Minute (fpm) oder in Meter pro Sekunde (m/s) an.
Das Gegenteil des Steigflugs ist der Sinkflug.

## Flugmanöver
Der Steigflug folgt typischerweise unmittelbar dem Start (Ausnahme: Gleitschirme etc.). Verkehrsflugzeuge schwenken erst ab einer Mindesthöhe von 500 Fuß über Grund auf den Kurs des Abflugverfahrens. Für die meisten kontrollierten Flugplätze sind  analog zu den Instrumentenanflugverfahren auch standardisierte Abflugverfahren, die standard instrument departure routes (SIDs) festgelegt. Sie erfordern eine Navigation nach Instrumentenflugregeln. Alternativ kann ein Abflug auch nach Sicht erfolgen.
Steigflug in anderen Flugmanövern:
- Anpassen der Reiseflughöhe (cruise climb, step climb)
- Ausweichen bei Kollisionskurs
- bodennaher Konturenflug
- Kunstflug, Luftkampf
- Umsetzen von Fahrt in Höhe bei Erreichen von Thermik, siehe Chandelle
- Höhengewinn in der Thermik
- Rutowski Profil, ein optimiertes Steigflugprofil, mit dem in kürzester Zeit eine möglichst große Höhe und Fluggeschwindigkeit erreicht wird
- Zoom Climb

Aus Lärmschutzgründen und aus Gründen des „Freimachens“ von Luftraum starten Verkehrsflugzeuge von großen Flughäfen oft mit steilem Neigungswinkel, etwa um 20 Grad (abhängig von den Vorgaben des Herstellers, der Beladung, der Windverhältnisse und des Lotsen). Der Steigwinkel wird in der Regel verringert, sobald die Flughafenumgebung verlassen wurde. 

## Physikalische Aspekte
Um den Steigflug einzuleiten, muss ein dynamischer Auftrieb erzeugt werden, der größer als die Gewichtskraft des Flugzeugs ist. Bei Flächenflugzeugen (Starrflüglern) ist hierzu vorübergehend ein größerer Anstellwinkel der Tragflächen nötig als beim Horizontalflug. Während des stationären Steigfluges ist der erforderliche Auftrieb dann etwas kleiner als im Horizontalflug, da der Triebwerksschub einen Teil des Gewichtes trägt. Im Extremfall des vertikalen Aufstiegs trägt der Schub die Maschine allein. Ein vorübergehend verringerter Auftrieb beendet den Steigflug, besonders eindrucksvoll ist der Effekt beim Parabelflug.
Anstellwinkel: Der optimale Anstellwinkel ist der gleiche wie für das geringste Sinken.
Energie: Beim Steigflug kann kinetische Energie in potentielle Energie umgesetzt werden, das Fluggerät steigt und wird dafür langsamer. Das gilt auch für Hubschrauber.
Leistung: Für einen stetigen (beschleunigungslosen) Steigflug ist eine erhöhte Antriebsleistung notwendig. Da bei Höchstgeschwindigkeit die gesamte Antriebsleistung zum Überwinden des Luftwiderstands gebraucht wird, erreicht man hohe Steigraten nur bei vergleichsweise geringen Geschwindigkeiten. Das gilt auch für Segelflugzeuge in thermischem oder Hangaufwind. Die Steigleistung (maximale Steigrate unabhängig von Aufwinden) charakterisiert motorisierte Fluggeräte. Ihr entspricht bei Gleitfliegern das Geringste Sinken. Die Geschwindigkeit, bei der die maximale Steigrate erreicht wird, heißt Vy. Sie sinkt mit steigender Flughöhe. Die Höhenabhängigkeit liegt an der verringerten Dichte der Luft, was Auftrieb, Motorleistung und Schub beeinträchtigt.
Steigwinkel: Bei noch geringerer Geschwindigkeit sinkt die Steigrate wieder ab. Zunächst nur wenig, sodass der Steigwinkel noch zunimmt. Es hängt vom Flugzeugtyp ab, ob der maximale Steigwinkel mit oder ohne Auftriebshilfen erreicht wird. Die zugehörige Geschwindigkeit heißt Vx und steigt mit der Flughöhe. Bei Fluggeräten, die zu einem senkrechten Aufstieg fähig sind, ist diese Angabe erst ab einer Höhe sinnvoll, in der sie diese Fähigkeit nicht mehr haben.
Gleiches gilt für die minimale Geschwindigkeit, bei der sich das Fluggerät in der Luft halten kann (horizontal fliegend). In der Gipfelhöhe sind alle diese Geschwindigkeiten gleich. Sowohl bei höherer als auch bei geringerer Geschwindigkeit sinkt das Fluggerät.

## Risiken im Steigflug
Durch die im Steigflug geringe Geschwindigkeit und den hohen Anstellwinkel besteht die Gefahr des Strömungsabrisses mit Verlust der Kontrolle über die Fluglage. In turbulenter Luft (Wirbelschleppe eines vorausfliegenden Fluggeräts, Clear Air Turbulence, Wolkendurchflug) variiert der Anströmungswinkel, was das Risiko erhöht. Der Pilot muss beachten, dass die kritische Stallgeschwindigkeit bei Überladung, im Kurvenflug und bei Vereisung ansteigt.
Auch Vogelschlag stellt für schnelle Flugzeuge ein Risiko im Steigflug dar, solange sich das Flugzeug in einer Höhe befindet, die auch große Vögel benutzen.